# Feuilleea ferrugineo-hirta
Feuilleea ferrugineo-hirta là một loài thực vật có hoa trong họ Cucurbitaceae. Loài này được (Mart. ex Benth.) Kuntze mô tả khoa học đầu tiên năm 1891.